# Эйтвед, Николай

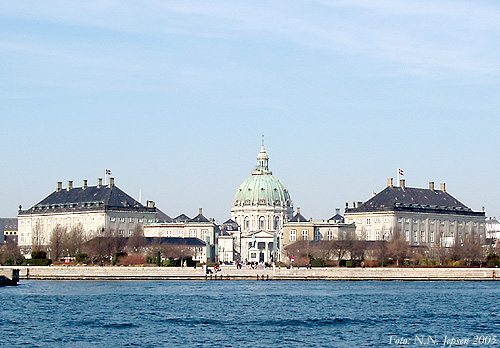
Фредерикстад с постройками Н. Эйтведа

Нильс или Николай Эйтвед (дат. Nicolai Eigtved; 1701—1754) — крупнейший датский архитектор эпохи рококо. Стоял у истоков Датской королевской академии изящных искусств.
Начинал как садовник при Фредериксбергском дворце, стажировался в Германии, в том числе у саксонского придворного архитектора М. Д. Пёппельмана. До 1730 г. работал ассистентом последнего на строительных и военно-инженерных работах в Дрездене и его окрестностях.
В 1732-35 гг., уже будучи на службе датского короля, Эйгтвед совершил поездку в Италию. Особенно его впечатлили новые постройки в стиле рококо, виденные им в Австрии и Баварии. В отношении фасадной архитектуры Эйтвед усвоил сдержанный классицизирующий подход французских зодчих; он охотно применял в своих постройках такие детали во французском вкусе, как мансардные крыши.
По возвращении в Данию архитектор успешно составил конкуренцию придворному архитектору Лауридсу де Тура. Он работал над обновлением интерьеров Кристиансборга и выстроил для наследного принца особняк, в котором ныне помещается Национальный музей.
После того, как его покровитель взошёл на престол, Эйтведу было поручено проектирование нового района столицы, Фредерикстада. По его проектам были возведены основные градостроительные акценты нового города — дворец Амалиенборг, Фредерикова церковь и Фредерикова больница.
За несколько месяцев до смерти Эйтвед попал в немилость у монарха. Его строительные проекты были переданы зодчим нового поколения, которые доказали свою приверженность правилам классицизма.